# برایان کوگلین
برایان کوگلین (انگلیسی: Brian Koglin؛ زادهٔ ۷ ژانویهٔ ۱۹۹۷) بازیکن فوتبال اهل آلمان است.
از باشگاه‌هایی که در آن بازی کرده‌است می‌توان به باشگاه فوتبال سن پائولی اشاره کرد.